# Giai đoạn vòng loại và vòng play-off UEFA Europa League 2020-21
Giai đoạn vòng loại và vòng play-off UEFA Europa League 2020-21 bắt đầu vào ngày 18 tháng 8 và kết thúc vào ngày 1 tháng 10 năm 2020.
Tổng cộng có 178 đội cạnh tranh ở hệ thống vòng loại của UEFA Europa League 2020-21, bao gồm giai đoạn vòng loại và vòng play-off, với 35 đội ở Nhóm các đội vô địch và 143 đội ở Nhóm chính. 21 đội thắng ở vòng play-off (8 đội từ Nhóm các đội vô địch, 13 đội từ Nhóm chính) đi tiếp vào vòng bảng, để cùng 18 đội tham dự vào vòng bảng, 6 đội thua của vòng play-off Champions League (4 đội từ Nhóm các đội vô địch, 2 đội từ Nhóm các đội không vô địch), và 3 đội thua Nhóm các đội không vô địch của vòng loại thứ ba Champions League.
Thời gian là CEST (UTC+2), như được liệt kê bởi UEFA (giờ địa phương, nếu khác, được đặt trong ngoặc đơn).

## Các đội bóng

### Nhóm các đội vô địch
Nhóm các đội vô địch bao gồm tất cả các đội vô địch giải vô địch quốc gia mà bị loại từ giai đoạn vòng loại Nhóm các đội vô địch của Champions League, và bao gồm các vòng đấu sau:
- Vòng loại thứ hai (20 đội): 20 đội tham dự vào vòng đấu này (3 đội thua của vòng sơ loại Champions League và 17 đội thua của vòng loại thứ nhất Champions League).
- Vòng loại thứ ba (18 đội): 8 đội tham dự vào vòng đấu này (8 trong số 10 đội thua của vòng loại thứ hai Champions League), và 10 đội thắng của vòng loại thứ hai.
- Vòng play-off (16 đội): 7 đội tham dự vào vòng đấu này (2 trong số 10 đội thua của vòng loại thứ hai Champions League và 5 đội thua của vòng loại thứ ba Champions League), và 9 đội thắng của vòng loại thứ ba.

Dưới đây là các đội tham dự của Nhóm các đội vô địch (với hệ số câu lạc bộ UEFA năm 2020 của họ), được xếp nhóm theo vòng đấu bắt đầu của họ.
| Chú thích màu sắc                                 |
| ------------------------------------------------- |
| Đội thắng của vòng play-off đi tiếp vào vòng bảng |
| Đội bị loại                                       |

| Đội                        | Hệ số  |
| -------------------------- | ------ |
| Dinamo Zagreb[Q3]          | 33.500 |
| Ludogorets Razgrad[Q2 Bye] | 26.000 |
| Young Boys[Q3]             | 25.500 |
| Red Star Belgrade[Q3]      | 22.750 |
| Qarabağ[Q3]                | 21.000 |
| Dynamo Brest[Q3]           | 3.775  |
| Tirana[Q2 Bye]             | 1.475  |

| Đội                  | Hệ số  |
| -------------------- | ------ |
| Celtic[Q2]           | 34.000 |
| Legia Warsaw[Q2]     | 17.000 |
| Sheriff Tiraspol[Q2] | 12.750 |
| CFR Cluj[Q2]         | 12.500 |
| Sūduva[Q2]           | 6.750  |
| Sarajevo[Q2]         | 4.750  |
| KÍ[Q2]               | 2.750  |
| Celje[Q2]            | 2.600  |

| Đội                          | Hệ số  |
| ---------------------------- | ------ |
| Astana[Q1]                   | 29.000 |
| Dundalk[Q1]                  | 8.500  |
| Slovan Bratislava[Q1]        | 7.000  |
| Dinamo Tbilisi[Q1]           | 4.750  |
| Fola Esch[Q1]                | 4.750  |
| Djurgårdens IF[Q1]           | 4.550  |
| Linfield[Q1]                 | 4.250  |
| Budućnost Podgorica[Q1]      | 4.250  |
| Flora[Q1]                    | 4.000  |
| Riga[Q1]                     | 3.500  |
| Connah's Quay Nomads[Q1]     | 3.250  |
| Europa[Q1]                   | 2.750  |
| Ararat-Armenia[Q1]           | 2.500  |
| KuPS[Q1]                     | 2.500  |
| KR[Q1]                       | 2.500  |
| Tre Fiori[PR SF]             | 1.500  |
| Drita[PR F]                  | 1.500  |
| Sileks[Q1]                   | 1.475  |
| Floriana[Q1]                 | 1.150  |
| Inter Club d'Escaldes[PR SF] | 0.566  |

Ghi chú
1. Q3 Đội thua của vòng loại thứ ba Champions League (Nhóm các đội vô địch).
2. Q2 Bye Đội thua của vòng loại thứ hai Champions League (Nhóm các đội vô địch), được quyết định bởi lễ bốc thăm được tổ chức vào ngày 31 tháng 8 năm 2020 sau khi bốc thăm vòng loại thứ hai Europa League,[4] nhận suất đặc cách vào vòng play-off Europa League.
3. Q2 Đội thua của vòng loại thứ hai Champions League (Nhóm các đội vô địch).
4. Q1 Đội thua của vòng loại thứ nhất Champions League.
5. PR F Đội thua của chung kết vòng sơ loại Champions League.
6. PR SF Đội thua của bán kết vòng sơ loại Champions League

### Nhóm chính
Nhóm chính bao gồm tất cả các đội vô địch cúp quốc gia và các đội không vô địch giải vô địch quốc gia mà không lọt vào trực tiếp cho vòng bảng, và bao gồm các vòng đấu sau:
- Vòng sơ loại (16 đội): 16 đội tham dự vào vòng đấu này.
- Vòng loại thứ nhất (94 đội): 86 đội tham dự vào vòng đấu này, và 8 đội thắng của vòng sơ loại.
- Vòng loại thứ hai (72 đội): 25 đội tham dự vào vòng đấu này, và 47 đội thắng của vòng loại thứ nhất.
- Vòng loại thứ ba (52 đội): 16 đội tham dự vào vòng đấu này (bao gồm 3 đội thua Nhóm các đội không vô địch của vòng loại thứ hai Champions League), và 36 đội thắng của vòng loại thứ hai.
- Vòng play-off (26 đội): 26 đội thắng của vòng loại thứ ba.

Dưới đây là các đội tham dự của Nhóm chính (với hệ số câu lạc bộ UEFA năm 2020 của họ), được xếp nhóm theo vòng đấu bắt đầu của họ.
| Chú thích màu sắc                                 |
| ------------------------------------------------- |
| Đội thắng của vòng play-off đi tiếp vào vòng bảng |
| Đội bị loại                                       |

| Đội                  | Hệ số  |
| -------------------- | ------ |
| Beşiktaş[CL]         | 54.000 |
| Sporting CP          | 50.000 |
| PSV Eindhoven        | 37.000 |
| Viktoria Plzeň[CL]   | 34.000 |
| AEK Athens           | 16.500 |
| LASK                 | 14.000 |
| Rostov               | 12.000 |
| Rijeka               | 11.000 |
| Charleroi            | 7.580  |
| Desna Chernihiv      | 7.220  |
| Alanyaspor           | 6.720  |
| SønderjyskE          | 5.850  |
| Anorthosis Famagusta | 5.350  |
| St. Gallen           | 5.280  |
| Vojvodina            | 5.100  |
| Lokomotiva[CL]       | 4.975  |

| Đội               | Hệ số  |
| ----------------- | ------ |
| Tottenham Hotspur | 85.000 |
| Basel             | 58.500 |
| Copenhagen        | 42.000 |
| Wolfsburg         | 36.000 |
| BATE Borisov      | 24.000 |
| Galatasaray       | 23.500 |
| Standard Liège    | 20.500 |
| Granada           | 20.456 |
| Milan             | 19.000 |
| Rangers           | 16.250 |
| Reims             | 11.849 |
| Rio Ave           | 9.889  |
| Dynamo Moscow     | 9.109  |
| Slovan Liberec    | 8.000  |
| Hajduk Split      | 7.500  |
| Kolos Kovalivka   | 7.220  |
| Willem II         | 7.150  |
| Jablonec          | 7.000  |
| Hartberg          | 6.585  |
| Aris              | 5.260  |
| OFI               | 5.260  |
| Osijek            | 4.975  |
| IFK Göteborg      | 4.500  |
| Viking            | 4.350  |
| Kaisar            | 3.850  |

| Đội                   | Hệ số  |
| --------------------- | ------ |
| APOEL                 | 27.500 |
| Malmö FF              | 22.000 |
| Partizan              | 22.000 |
| FCSB                  | 20.500 |
| Maribor               | 14.000 |
| Hapoel Be'er Sheva    | 14.000 |
| Rosenborg             | 13.500 |
| Apollon Limassol      | 12.500 |
| Fehérvár              | 10.500 |
| Shkëndija             | 7.250  |
| The New Saints        | 7.000  |
| Dinamo Minsk          | 7.000  |
| Lech Poznań           | 7.000  |
| Aberdeen              | 6.500  |
| Zrinjski Mostar       | 6.250  |
| Alashkert             | 6.000  |
| Kairat                | 6.000  |
| Žalgiris              | 6.000  |
| AGF                   | 5.850  |
| Motherwell            | 5.575  |
| Vaduz                 | 5.500  |
| Kukësi                | 5.500  |
| Servette              | 5.280  |
| Valletta              | 5.250  |
| Ventspils             | 5.250  |
| Olimpija              | 5.250  |
| TSC Bačka Topola      | 5.100  |
| Universitatea Craiova | 5.000  |
| Nõmme Kalju           | 5.000  |
| Shakhtyor Soligorsk   | 4.750  |
| Hammarby IF           | 4.550  |
| FH                    | 4.500  |
| Bodø/Glimt            | 4.350  |
| Progrès Niederkorn    | 4.250  |
| Riteriai              | 4.250  |
| CSKA Sofia            | 4.000  |
| Sutjeska Nikšić       | 4.000  |
| Honvéd                | 4.000  |
| Maccabi Haifa         | 3.925  |
| Beitar Jerusalem      | 3.925  |
| Ordabasy              | 3.850  |
| Neftçi                | 3.750  |
| Shamrock Rovers       | 3.750  |
| Keşla                 | 3.750  |
| Sumgayit              | 3.750  |
| Lokomotiv Plovdiv     | 3.475  |
| Slavia Sofia          | 3.475  |
| Botoșani              | 3.340  |
| Piast Gliwice         | 3.325  |
| Cracovia              | 3.325  |
| FCI Levadia           | 3.250  |
| Hibernians            | 3.250  |
| DAC Dunajská Streda   | 3.175  |
| Ružomberok            | 3.175  |
| Žilina                | 3.175  |
| Željezničar           | 3.000  |
| Laçi                  | 2.750  |
| Mura                  | 2.600  |
| Puskás Akadémia       | 2.575  |
| Saburtalo Tbilisi     | 2.000  |
| Shkupi                | 2.000  |
| Petrocub Hîncești     | 2.000  |
| Differdange 03        | 1.600  |
| Union Titus Pétange   | 1.600  |
| Kauno Žalgiris        | 1.575  |
| RFS                   | 1.525  |
| Shirak                | 1.525  |
| Valmiera              | 1.525  |
| Noah                  | 1.525  |
| Renova                | 1.475  |
| Teuta                 | 1.475  |
| Borac Banja Luka      | 1.375  |
| Sfântul Gheorghe      | 1.350  |
| Dinamo-Auto           | 1.350  |
| Derry City            | 1.340  |
| Bohemians             | 1.340  |
| Inter Turku           | 1.300  |
| Ilves                 | 1.300  |
| Honka                 | 1.300  |
| Breiðablik            | 1.250  |
| Bala Town             | 1.250  |
| Dinamo Batumi         | 1.150  |
| Sirens                | 1.150  |
| Locomotive Tbilisi    | 1.150  |
| Víkingur Reykjavík    | 1.075  |
| Paide Linnameeskond   | 0.875  |

| Đội               | Hệ số |
| ----------------- | ----- |
| Lincoln Red Imps  | 5.250 |
| FC Santa Coloma   | 4.500 |
| B36 Tórshavn      | 3.750 |
| La Fiorita        | 3.000 |
| Tre Penne         | 2.250 |
| NSÍ Runavík       | 2.250 |
| HB Tórshavn       | 2.000 |
| Engordany         | 2.000 |
| St Joseph's       | 1.750 |
| Prishtina         | 1.750 |
| Zeta              | 1.250 |
| Coleraine         | 1.250 |
| Barry Town United | 1.000 |
| Glentoran         | 0.975 |
| Iskra Danilovgrad | 0.875 |
| Gjilani           | 0.800 |

Ghi chú
1. CL Đội thua của vòng loại thứ hai Champions League (Nhóm các đội không vô địch).

## Thể thức
Trong một sự thay đổi về thể thức do hậu quả của đại dịch COVID-19 ở Châu Âu, mỗi cặp đấu được diễn ra theo thể thức đấu một trận duy nhất được tổ chức bởi một trong các đội được quyết định bởi kết quả bốc thăm, và được diễn ra đằng sau những cánh cửa đóng. Nếu tỉ số hoà sau thời gian thi đấu chính thức, hiệp phụ được diễn ra, theo sau đó là loạt sút luân lưu nếu tỉ số vẫn hoà.
Ở mỗi lễ bốc thăm của Nhóm các đội vô địch, các đội (danh tính của họ có thể không được biết tại thời điểm bốc thăm) được chia làm nhóm hạt giống và nhóm không hạt giống, có thể chứa số lượng đội khác nhau, dựa trên những nguyên tắc sau:
- Ở lễ bốc thăm vòng loại thứ hai, 17 đội thua của vòng loại thứ nhất Champions League được xếp vào nhóm hạt giống, và 3 đội thua của vòng sơ loại Champions League được xếp vào nhóm không hạt giống.
- Ở lễ bốc thăm vòng loại thứ ba, 8 đội thua của vòng loại thứ hai Champions League được xếp vào nhóm hạt giống, và 10 đội thắng của vòng loại thứ hai được xếp vào nhóm không hạt giống.
- Ở lễ bốc thăm vòng play-off, 5 đội thua của vòng loại thứ ba Champions League được xếp vào nhóm hạt giống; 2 đội thua còn lại của vòng loại thứ hai Champions League và 9 đội thắng của vòng loại thứ ba được xếp vào nhóm không hạt giống.

Ở thời điểm bắt đầu lễ bốc thăm, đội hạt giống được bốc thăm để đối đầu với đội không hạt giống cho đến khi một nhóm không còn đội nào. Sau đó, số đội từ nhóm còn lại được bốc thăm để đối đầu với nhau. Đối với mỗi cặp đấu, một lượt bốc thăm được diễn ra giữa hai đội, và đội được bốc thăm đầu tiên là đội chủ nhà
Ở mỗi lễ bốc thăm của Nhóm chính, các đội được xếp hạt giống dựa trên hệ số câu lạc bộ UEFA năm 2020 của họ. Đối với bất kỳ đội nào mà hệ số câu lạc bộ chưa phải là cuối cùng tại thời điểm bốc thăm, hệ số câu lạc bộ của họ tại thời điểm đó, tính đến tất cả các trận đấu UEFA Champions League và Europa League 2019-20 đã diễn ra cho đến thời điểm đó, được sử dụng (Quy định Điều 13.03). Các đội được chia làm nhóm hạt giống và không hạt giống có chứa số đội bằng nhau, và đội hạt giống được bốc thăm để đối đầu với đội không hạt giống. Đối với mỗi cặp đấu, một lượt bốc thăm được diễn ra giữa hai đội, và đội được bốc thăm đầu tiên là đội chủ nhà. Nếu danh tính của đội thắng của vòng đấu trước không được biết tại thời điểm bốc thăm, việc phân nhóm hạt giống được tiến hành với giả định rằng đội có hệ số cao hơn của cặp đấu chưa được xác định đi tiếp vào vòng này, nghĩa là nếu đội có hệ số thấp hơn đi tiếp, họ đơn giản chỉ lấy vị trí hạt giống của đối thủ mà họ đánh bại. Các đội từ cùng hiệp hội hoặc các hiệp hội có mâu thuẫn chính trị theo quyết định của UEFA có thể không được bốc thăm vào cùng cặp đấu. Trước lễ bốc thăm, UEFA có thể hình thành "các nhóm" đúng như những nguyên tắc được tạo ra bởi Ủy ban giải đấu câu lạc bộ và dựa trên các lý do địa lý, hậu cần và chính trị, và chúng hoàn toàn là để thuận tiện cho việc bốc thăm và không giống với bất kỳ nhóm thực sự nào vì mục đích thi đấu.
Do đại dịch COVID-19 ở châu Âu, các quy tắc đặc biệt sau đây được áp dụng cho giai đoạn vòng loại và vòng play-off:
- Trước mỗi lễ bốc thăm, UEFA sẽ công bố danh sách các hạn chế đi lại liên quan đến đại dịch COVID-19 đã biết. Tất cả các đội phải thông báo cho UEFA nếu có những hạn chế hiện tại khác với những hạn chế đã được công bố. Nếu một đội không làm như vậy dẫn đến trận đấu không thể diễn ra, đội đó bị coi là chịu trách nhiệm và đã bỏ cuộc trận đấu.
- Nếu các hạn chế đi lại được áp đặt bởi quốc gia của đội chủ nhà ngăn cản đội khách vào sân, đội chủ nhà phải đề xuất một địa điểm thay thế nhằm cho phép trận đấu diễn ra mà không có bất kỳ hạn chế nào. Nếu không, họ bị coi là đã bỏ cuộc trận đấu.
- Nếu các hạn chế đi lại được áp đặt bởi quốc gia của đội khách ngăn cản đội khách rời đi hoặc quay lại, đội chủ nhà phải đề xuất một địa điểm thay thế nhằm cho phép trận đấu diễn ra mà không có bất kỳ hạn chế nào. Nếu không UEFA sẽ quyết định địa điểm.
- Nếu sau lễ bốc thăm, những hạn chế mới được áp đặt bởi quốc gia của đội chủ nhà hoặc đội khách ngăn cản trận đấu diễn ra, thì đội của quốc gia đó bị coi là đã bỏ cuộc trận đấu.
- Nếu một trong hai đội từ chối chơi trận đấu, họ bị coi là đã bỏ cuộc trận đấu. Nếu cả hai đội từ chối chơi hoặc chịu trách nhiệm về việc trận đấu không thể diễn ra, cả hai đội bị loại.
- Nếu một đội có cầu thủ và/hoặc quan chức được xét nghiệm dương tính với SARS-CoV-2 ngăn cản họ thi đấu trước thời hạn do UEFA quy định, họ bị coi là đã bỏ cuộc trận đấu.
- Trong mọi trường hợp, hai đội có thể đồng ý chơi trận đấu tại quốc gia của đội khách hoặc tại quốc gia trung lập, tùy thuộc vào sự chấp thuận của UEFA. UEFA có quyền quyết định cuối cùng về địa điểm cho bất kỳ trận đấu nào hoặc lên lịch lại bất kỳ trận đấu nào nếu cần thiết.
- Nếu vì bất kỳ lý do gì mà giai đoạn vòng loại và vòng play-off không thể hoàn thành trước thời hạn do UEFA quy định, UEFA sẽ quyết định các nguyên tắc để xác định các đội lọt vào vòng bảng.

Bốn quốc gia (Ba Lan, Hungary, Hy Lạp và Síp) đã cung cấp các trung tâm địa điểm trung lập nhằm cho phép các trận đấu được diễn ra tại sân vận động của họ mà không có hạn chế.

## Lịch thi đấu
Lịch thi đấu của giải đấu như sau (tất cả các lễ bốc thăm đều được tổ chức tại trụ sở UEFA ở Nyon, Thụy Sĩ, trừ khi có thông báo khác). Giải đấu ban đầu phải bắt đầu vào tháng 6 năm 2020, nhưng đã bị trì hoãn sang tháng 8 do đại dịch COVID-19 ở châu Âu. Lịch thi đấu mới được công bố bởi Ủy ban điều hành UEFA vào ngày 17 tháng 6 năm 2020.
| Vòng               | Ngày bốc thăm       | Ngày thi đấu        |
| ------------------ | ------------------- | ------------------- |
| Vòng sơ loại       | 9 tháng 8 năm 2020  | 20 tháng 8 năm 2020 |
| Vòng loại thứ nhất | 10 tháng 8 năm 2020 | 27 tháng 8 năm 2020 |
| Vòng loại thứ hai  | 31 tháng 8 năm 2020 | 17 tháng 9 năm 2020 |
| Vòng loại thứ ba   | 1 tháng 9 năm 2020  | 24 tháng 9 năm 2020 |
| Vòng play-off      | 18 tháng 9 năm 2020 | 1 tháng 10 năm 2020 |

Lịch thi đấu ban đầu của giải đấu, được lên kế hoạch trước đại dịch, như sau (tất cả các lễ bốc thăm đều được tổ chức tại trụ sở UEFA ở Nyon, Thụy Sĩ, trừ khi có thông báo khác).
| Vòng               | Ngày bốc thăm       | Lượt đi             | Lượt về             |
| ------------------ | ------------------- | ------------------- | ------------------- |
| Vòng sơ loại       | 9 tháng 6 năm 2020  | 25 tháng 6 năm 2020 | 2 tháng 7 năm 2020  |
| Vòng loại thứ nhất | 16 tháng 6 năm 2020 | 9 tháng 7 năm 2020  | 16 tháng 7 năm 2020 |
| Vòng loại thứ hai  | 17 tháng 6 năm 2020 | 23 tháng 7 năm 2020 | 30 tháng 7 năm 2020 |
| Vòng loại thứ ba   | 20 tháng 7 năm 2020 | 6 tháng 8 năm 2020  | 13 tháng 8 năm 2020 |
| Vòng play-off      | 3 tháng 8 năm 2020  | 20 tháng 8 năm 2020 | 27 tháng 8 năm 2020 |

## Vòng sơ loại
Lễ bốc thăm cho vòng sơ loại được tổ chức vào ngày 9 tháng 8 năm 2020, lúc 13:00 CEST.

### Xếp hạt giống
Tổng cộng có 16 đội thi đấu ở vòng sơ loại. Việc xếp hạt giống của các đội được dựa trên hệ số câu lạc bộ UEFA năm 2020 của họ. Đội đầu tiên được bốc thăm ở mỗi cặp đấu là đội chủ nhà. Các đội từ cùng hiệp hội không thể được bốc thăm để đối đầu với nhau.
| Nhóm 1                                                       | Nhóm 1                                           | Nhóm 2                                                  | Nhóm 2                                                    |
| Nhóm hạt giống                                               | Nhóm không hạt giống                             | Nhóm hạt giống                                          | Nhóm không hạt giống                                      |
| ------------------------------------------------------------ | ------------------------------------------------ | ------------------------------------------------------- | --------------------------------------------------------- |
| - Lincoln Red Imps - FC Santa Coloma - Tre Penne - Engordany | - Prishtina - Zeta - Iskra Danilovgrad - Gjilani | - B36 Tórshavn - La Fiorita - NSÍ Runavík - HB Tórshavn | - St Joseph's - Coleraine - Barry Town United - Glentoran |

### Tóm tắt
Các trận đấu được diễn ra vào ngày 18, 20 và 21 tháng 8 năm 2020. Trận đấu giữa Lincoln Red Imps và Prishtina bị hủy bỏ do các cầu thủ Prishtina bị đưa đi cách ly sau khi 8 cầu thủ xét nghiệm dương tính với SARS-CoV-2, và Lincoln Red Imps được xử thắng 3–0 theo luật.
| Đội 1            | Tỉ số                | Đội 2             |
| ---------------- | -------------------- | ----------------- |
| Tre Penne        | 1–3                  | Gjilani           |
| Lincoln Red Imps | 3–0 (awd.)           | Prishtina         |
| FC Santa Coloma  | 0–0 (s.h.p.) (3–4 p) | Iskra Danilovgrad |
| Engordany        | 1–3                  | Zeta              |
| Glentoran        | 1–0                  | HB Tórshavn       |
| St Joseph's      | 1–2                  | B36 Tórshavn      |
| Coleraine        | 1–0                  | La Fiorita        |
| NSÍ Runavík      | 5–1                  | Barry Town United |

1. ↑  Trận đấu vòng sơ loại giữa Lincoln Red Imps và Prishtina, ban đầu dự kiến được diễn ra vào ngày 18 tháng 8 năm 2020, bị hoãn đến ngày 22 tháng 8 năm 2020 do một vài thành viên từ phái đoàn của Prishtina xét nghiệm dương tính với SARS-CoV-2 và toàn đội bị đưa đi cách ly bởi chính quyền Gibraltar.[11] Vào ngày 22 tháng 8, trận đấu không thể được diễn ra do 8 cầu thủ Prishtina xét nghiệm dương tính với SARS-CoV-2 và toàn đội hai bị đưa đi cách ly bởi chính quyền Gibraltar.[12][13] Lincoln Red Imps sau đó được xử thắng 3–0 theo luật bởi UEFA theo các quy định liên quan đến COVID-19.[14][15]

## Vòng loại thứ nhất
Lễ bốc thăm cho vòng loại thứ nhất được tổ chức vào ngày 10 tháng 8 năm 2020, lúc 13:00 CEST.

### Xếp hạt giống
Tổng cộng có 94 đội thi đấu ở vòng loại thứ nhất: 86 đội tham dự vào vòng đấu này, và 8 đội thắng của vòng sơ loại. Việc xếp hạt giống của các đội được dựa trên hệ số câu lạc bộ UEFA năm 2020 của họ từ các trận đấu được diễn ra cho đến ngày 8 tháng 8 năm 2020. Đối với đội thắng của vòng sơ loại (danh tính của họ không được biết tại thời điểm bốc thăm), hệ số câu lạc bộ của đội còn lại có thứ hạng cao nhất được sử dụng. Đội đầu tiên được bốc thăm ở mỗi cặp đấu là đội chủ nhà. Các đội từ cùng hiệp hội không thể được bốc thăm để đối đầu với nhau. Số được ấn định trước cho mỗi đội bởi UEFA, với lễ bốc thăm được tổ chức trong hai lượt, một lượt cho các Nhóm 1–13 với 6 đội và một lượt cho các Nhóm 14–15 với 8 đội.
| Nhóm 1                                                       | Nhóm 1                                                        | Nhóm 2                                          | Nhóm 2                                                       | Nhóm 3                                                         | Nhóm 3                                                         | Nhóm 4                                                                          | Nhóm 4                                                                     | Nhóm 5                                                                              | Nhóm 5                                                                      |
| Nhóm hạt giống                                               | Nhóm không hạt giống                                          | Nhóm hạt giống                                  | Nhóm không hạt giống                                         | Nhóm hạt giống                                                 | Nhóm không hạt giống                                           | Nhóm hạt giống                                                                  | Nhóm không hạt giống                                                       | Nhóm hạt giống                                                                      | Nhóm không hạt giống                                                        |
| ------------------------------------------------------------ | ------------------------------------------------------------- | ----------------------------------------------- | ------------------------------------------------------------ | -------------------------------------------------------------- | -------------------------------------------------------------- | ------------------------------------------------------------------------------- | -------------------------------------------------------------------------- | ----------------------------------------------------------------------------------- | --------------------------------------------------------------------------- |
| - Maribor (2) - Olimpija (1) - B36 Tórshavn[†] (3)           | - FCI Levadia (6) - Coleraine[†] (4) - Víkingur Reykjavík (5) | - Žalgiris (1) - Riteriai (2) - Honvéd (3)      | - Derry City (4) - Inter Turku (6) - Paide Linnameeskond (5) | - Zrinjski Mostar (2) - Valletta (1) - Lincoln Red Imps[†] (3) | - Differdange 03 (4) - Union Titus Pétange (6) - Bala Town (5) | - Rosenborg (2) - Aberdeen (1) - Motherwell (3)                                 | - NSÍ Runavík[†] (5) - Glentoran[†] (6) - Breiðablik (4)                   | - Malmö FF (1) - Kukësi (3) - Hammarby IF (2)                                       | - Slavia Sofia (6) - Cracovia (5) - Puskás Akadémia (4)                     |
| Nhóm 6                                                       | Nhóm 6                                                        | Nhóm 7                                          | Nhóm 7                                                       | Nhóm 8                                                         | Nhóm 8                                                         | Nhóm 9                                                                          | Nhóm 9                                                                     | Nhóm 10                                                                             | Nhóm 10                                                                     |
| Nhóm hạt giống                                               | Nhóm không hạt giống                                          | Nhóm hạt giống                                  | Nhóm không hạt giống                                         | Nhóm hạt giống                                                 | Nhóm không hạt giống                                           | Nhóm hạt giống                                                                  | Nhóm không hạt giống                                                       | Nhóm hạt giống                                                                      | Nhóm không hạt giống                                                        |
| - Dinamo Minsk (3) - Ventspils (2) - Shakhtyor Soligorsk (1) | - Piast Gliwice (6) - Sfântul Gheorghe (5) - Dinamo-Auto (4)  | - AGF[‡] (2) - FH (3) - Shamrock Rovers (1)     | - DAC Dunajská Streda (6) - Ilves (5) - Honka (4)            | - The New Saints (2) - Vaduz (1) - Servette[‡] (3)             | - Hibernians (5) - Ružomberok (6) - Žilina (4)                 | - Hapoel Be'er Sheva (3) - Neftçi (2) - Keşla (1)                               | - Laçi (5) - Shkupi (4) - Dinamo Batumi (6)                                | - Fehérvár (3) - Nõmme Kalju (2) - Bodø/Glimt (1)                                   | - Mura (4) - Kauno Žalgiris (5) - Bohemians (6)                             |
| Nhóm 11                                                      | Nhóm 11                                                       | Nhóm 12                                         | Nhóm 12                                                      | Nhóm 13                                                        | Nhóm 13                                                        | Nhóm 14                                                                         | Nhóm 14                                                                    | Nhóm 15                                                                             | Nhóm 15                                                                     |
| Nhóm hạt giống                                               | Nhóm không hạt giống                                          | Nhóm hạt giống                                  | Nhóm không hạt giống                                         | Nhóm hạt giống                                                 | Nhóm không hạt giống                                           | Nhóm hạt giống                                                                  | Nhóm không hạt giống                                                       | Nhóm hạt giống                                                                      | Nhóm không hạt giống                                                        |
| - Apollon Limassol (2) - Alashkert (3) - Maccabi Haifa (1)   | - Željezničar (5) - Saburtalo Tbilisi (4) - Renova (6)        | - Partizan (2) - Lech Poznań (1) - Ordabasy (3) | - Botoșani (6) - RFS (4) - Valmiera (5)                      | - FCSB (2) - Progrès Niederkorn (1) - CSKA Sofia (3)           | - Zeta[†] (5) - Shirak (4) - Sirens (6)                        | - Shkëndija (2) - Kairat (4) - TSC Bačka Topola (3) - Universitatea Craiova (1) | - Sumgayit (6) - Petrocub Hîncești (7) - Noah (5) - Locomotive Tbilisi (8) | - APOEL (1) - Iskra Danilovgrad[†] (4) - Sutjeska Nikšić (2) - Beitar Jerusalem (3) | - Lokomotiv Plovdiv (5) - Gjilani[†] (8) - Teuta (7) - Borac Banja Luka (6) |

Ghi chú
1. † Đội thắng của vòng sơ loại, danh tính của họ không được biết tại thời điểm bốc thăm. Đội bóng được thể hiện bằng chữ in nghiêng đánh bại đội bóng có hệ số cao hơn, qua đó chiếm lấy hệ số của đối thủ của họ ở lễ bốc thăm.
2. ‡ Hệ số câu lạc bộ từ các trận đấu được diễn ra cho đến ngày 8 tháng 8 năm 2020 (AGF: 5.800, Servette: 5.240) được sử dụng cho lễ bốc thăm vòng loại thứ nhất, vì hệ số câu lạc bộ năm 2020 của họ chưa phải là cuối cùng tại thời điểm bốc thăm vòng loại thứ nhất (Quy định Điều 13.03).[2]

### Tóm tắt
Các trận đấu được diễn ra vào ngày 25, 26 và 27 tháng 8 năm 2020. Tuy nhiên, hai trận đấu bị hoãn đến ngày 9 và 10 tháng 9 năm 2020.
| Đội 1               | Tỉ số                  | Đội 2                 |
| ------------------- | ---------------------- | --------------------- |
| Maribor             | 1–1 (s.h.p.) (4–5 p)   | Coleraine             |
| Olimpija            | 2–1 (s.h.p.)           | Víkingur Reykjavík    |
| B36 Tórshavn        | 4–3 (s.h.p.)           | FCI Levadia           |
| Riteriai            | 3–2 (s.h.p.)           | Derry City            |
| Žalgiris            | 2–0                    | Paide Linnameeskond   |
| Honvéd              | 2–1 (s.h.p.)           | Inter Turku           |
| Zrinjski Mostar     | 3–0                    | Differdange 03        |
| Valletta            | 0–1                    | Bala Town             |
| Lincoln Red Imps    | 2–0                    | Union Titus Pétange   |
| Rosenborg           | 4–2                    | Breiðablik            |
| Aberdeen            | 6–0                    | NSÍ Runavík           |
| Motherwell          | 5–1                    | Glentoran             |
| Hammarby IF         | 3–0                    | Puskás Akadémia       |
| Malmö FF            | 2–0                    | Cracovia              |
| Kukësi              | 2–1                    | Slavia Sofia          |
| Ventspils           | 2–1                    | Dinamo-Auto           |
| Shakhtyor Soligorsk | 0–0 (s.h.p.) (1–4 p)   | Sfântul Gheorghe      |
| Dinamo Minsk        | 0–2                    | Piast Gliwice         |
| AGF                 | 5–2                    | Honka                 |
| Shamrock Rovers     | 2–2 (s.h.p.) (12–11 p) | Ilves                 |
| FH                  | 0–2                    | DAC Dunajská Streda   |
| The New Saints      | 3–1 (s.h.p.)           | Žilina                |
| Vaduz               | 0–2                    | Hibernians            |
| Servette            | 3–0                    | Ružomberok            |
| Neftçi              | 2–1                    | Shkupi                |
| Keşla               | 0–0 (s.h.p.) (4–5 p)   | Laçi                  |
| Hapoel Be'er Sheva  | 3–0                    | Dinamo Batumi         |
| Nõmme Kalju         | 0–4                    | Mura                  |
| Bodø/Glimt          | 6–1                    | Kauno Žalgiris        |
| Fehérvár            | 1–1 (s.h.p.) (4–2 p)   | Bohemians             |
| Apollon Limassol    | 5–1                    | Saburtalo Tbilisi     |
| Maccabi Haifa       | 3–1                    | Željezničar           |
| Alashkert           | 0–1                    | Renova                |
| Partizan            | 1–0                    | RFS                   |
| Lech Poznań         | 3–0                    | Valmiera              |
| Ordabasy            | 1–2                    | Botoșani              |
| FCSB                | 3–0                    | Shirak                |
| Progrès Niederkorn  | 3–0                    | Zeta                  |
| CSKA Sofia          | 2–1                    | Sirens                |
| Petrocub Hîncești   | 0–2                    | TSC Bačka Topola      |
| Sumgayit            | 0–2                    | Shkëndija             |
| Kairat              | 4–1                    | Noah                  |
| Locomotive Tbilisi  | 2–1                    | Universitatea Craiova |
| Teuta               | 2–0                    | Beitar Jerusalem      |
| Borac Banja Luka    | 1–0                    | Sutjeska Nikšić       |
| Iskra Danilovgrad   | 0–1                    | Lokomotiv Plovdiv     |
| Gjilani             | 0–2 (s.h.p.)           | APOEL                 |

## Vòng loại thứ hai
Lễ bốc thăm cho vòng loại thứ hai được tổ chức vào ngày 31 tháng 8 năm 2020, lúc 13:00 CEST.

### Xếp hạt giống
Tổng cộng có 92 đội thi đấu ở vòng loại thứ hai. Họ được chia làm hai nhóm:
- Nhóm các đội vô địch (20 đội): 3 đội thua của vòng sơ loại UEFA Champions League 2020-21, và 17 đội thua của vòng loại thứ nhất UEFA Champions League 2020-21.
- Nhóm chính (72 đội): 25 đội tham dự vào vòng đấu này, và 47 đội thắng của vòng loại thứ nhất.

Việc xếp hạt giống của các đội ở Nhóm các đội vô địch được dựa trên vòng đấu họ bị loại từ Champions League. Việc xếp hạt giống của các đội ở Nhóm chính được dựa trên hệ số câu lạc bộ UEFA năm 2020 của họ. Đối với đội thắng của hai trận đấu vòng loại thứ nhất bị hoãn (danh tính của họ không được biết tại thời điểm bốc thăm), hệ số câu lạc bộ của đội còn lại có thứ hạng cao nhất được sử dụng. Đội đầu tiên được bốc thăm ở mỗi cặp đấu là đội chủ nhà. Các đội từ cùng hiệp hội không thể được bốc thăm để đối đầu với nhau. Số được ấn định trước cho mỗi đội ở Nhóm chính bởi UEFA, với lễ bốc thăm được tổ chức trong một lượt cho tất cả các Nhóm 1–12 với 6 đội
| Nhóm 1                                                                    | Nhóm 1                     | Nhóm 2                                                       | Nhóm 2               | Nhóm 3 | Nhóm 3               |
| Nhóm hạt giống                                                            | Nhóm không hạt giống       | Nhóm hạt giống                                               | Nhóm không hạt giống | Nhóm hạt giống | Nhóm không hạt giống |
| ------------------------------------------------------------------------- | -------------------------- | ------------------------------------------------------------ | -------------------- | --- | -------------------- |
| - Dundalk[†] - Slovan Bratislava[†] - Linfield[†] - KuPS[†] - Floriana[†] | - Inter Club d'Escaldes[‡] | - Djurgårdens IF[†] - Flora[†] - Riga[†] - Europa[†] - KR[†] | - Tre Fiori[‡]       | - Astana[†] - Dinamo Tbilisi[†] - Fola Esch[†] - Budućnost Podgorica[†] - Connah's Quay Nomads[†] - Ararat-Armenia[†] - Sileks[†] | - Drita[‡]           |

Ghi chú
1. † Đội thua của vòng loại thứ nhất Champions League.
2. ‡ Đội thua của vòng sơ loại Champions League.

| Nhóm 1                                                 | Nhóm 1                                                                | Nhóm 2                                                          | Nhóm 2                                                             | Nhóm 3                                                                    | Nhóm 3                                                        | Nhóm 4                                                    | Nhóm 4                                                           |
| Nhóm hạt giống                                         | Nhóm không hạt giống                                                  | Nhóm hạt giống                                                  | Nhóm không hạt giống                                               | Nhóm hạt giống                                                            | Nhóm không hạt giống                                          | Nhóm hạt giống                                            | Nhóm không hạt giống                                             |
| ------------------------------------------------------ | --------------------------------------------------------------------- | --------------------------------------------------------------- | ------------------------------------------------------------------ | ------------------------------------------------------------------------- | ------------------------------------------------------------- | --------------------------------------------------------- | ---------------------------------------------------------------- |
| - APOEL[†] (1) - Lech Poznań[†] (3) - AGF[†] (2)       | - Mura[‡] (4) - Hammarby IF[†] (6) - Kaisar (5)                       | - Galatasaray (2) - Dynamo Moscow (1) - Kairat[†] (3)           | - Maccabi Haifa[‡] (6) - Neftçi[†] (4) - Locomotive Tbilisi[†] (5) | - Copenhagen (2) - The New Saints[†] (3) - Motherwell[†] (1)              | - IFK Göteborg (4) - B36 Tórshavn[†] (6) - Coleraine[†] (5)   | - FCSB[†] (3) - Granada (1) - Apollon Limassol[†] (2)     | - OFI (4) - TSC Bačka Topola[†] (6) - Teuta[†] (5)               |
| Nhóm 5                                                 | Nhóm 5                                                                | Nhóm 6                                                          | Nhóm 6                                                             | Nhóm 7                                                                    | Nhóm 7                                                        | Nhóm 8                                                    | Nhóm 8                                                           |
| Nhóm hạt giống                                         | Nhóm không hạt giống                                                  | Nhóm hạt giống                                                  | Nhóm không hạt giống                                               | Nhóm hạt giống                                                            | Nhóm không hạt giống                                          | Nhóm hạt giống                                            | Nhóm không hạt giống                                             |
| - Standard Liège (2) - Willem II (3) - Aberdeen[†] (1) | - Viking (5) - Progrès Niederkorn[†] (6) - Bala Town[†] (4)           | - BATE Borisov[†] (1) - Partizan[†] (3) - Shkëndija[†] (2)      | - CSKA Sofia[†] (5) - Botoșani[†] (4) - Sfântul Gheorghe[†] (6)    | - Tottenham Hotspur (3) - Hapoel Be'er Sheva[†] (1) - Kolos Kovalivka (2) | - Aris (4) - Lokomotiv Plovdiv[†] (6) - Laçi[†] (5)           | - Malmö FF[†] (3) - Rosenborg[†] (1) - Slovan Liberec (2) | - Ventspils[†] (5) - Riteriai[†] (4) - Honvéd[†] (6)             |
| Nhóm 9                                                 | Nhóm 9                                                                | Nhóm 10                                                         | Nhóm 10                                                            | Nhóm 11                                                                   | Nhóm 11                                                       | Nhóm 12                                                   | Nhóm 12                                                          |
| Nhóm hạt giống                                         | Nhóm không hạt giống                                                  | Nhóm hạt giống                                                  | Nhóm không hạt giống                                               | Nhóm hạt giống                                                            | Nhóm không hạt giống                                          | Nhóm hạt giống                                            | Nhóm không hạt giống                                             |
| - Rangers (3) - Reims (1) - Rio Ave (2)                | - Servette[†] (5) - Lincoln Red Imps[†] (6) - Borac Banja Luka[†] (4) | - VfL Wolfsburg (2) - Hajduk Split (3) - Zrinjski Mostar[†] (1) | - Kukësi[†] (4) - Olimpija[†] (5) - Renova[†] (6)                  | - Basel (2) - Jablonec (3) - Hartberg (1)                                 | - Osijek (4) - Piast Gliwice[†] (5) - DAC Dunajská Streda (6) | - Milan (3) - Fehérvár[†] (1) - Žalgiris[†] (2)           | - Bodø/Glimt[†] (4) - Shamrock Rovers[†] (6) - Hibernians[†] (5) |

Ghi chú
1. † Đội thắng của vòng loại thứ nhất.
2. ‡ Đội thắng của các trận đấu vòng loại thứ nhất bị hoãn, danh tính cảu họ không được biết tại thời điểm bốc thăm. Đội bóng được thể hiện bằng chữ in nghiêng đánh bại đội bóng có hệ số cao hơn, qua đó chiếm lấy hệ số của đối thủ của họ ở lễ bốc thăm.

### Tóm tắt
Các trận đấu được diễn ra vào ngày 16, 17 và 18 tháng 9 năm 2020.
| Đội 1                 | Tỉ số                | Đội 2               |
| --------------------- | -------------------- | ------------------- |
| Inter Club d'Escaldes | 0–1                  | Dundalk             |
| KuPS                  | 1–1 (s.h.p.) (4–3 p) | Slovan Bratislava   |
| Linfield              | 0–1                  | Floriana            |
| Riga                  | 1–0                  | Tre Fiori           |
| Djurgårdens IF        | 2–1                  | Europa              |
| Flora                 | 2–1                  | KR                  |
| Sileks                | 0–2                  | Drita               |
| Astana                | 0–1                  | Budućnost Podgorica |
| Ararat-Armenia        | 4–3 (s.h.p.)         | Fola Esch           |
| Connah's Quay Nomads  | 0–1                  | Dinamo Tbilisi      |

| Đội 1               | Tỉ số                | Đội 2              |
| ------------------- | -------------------- | ------------------ |
| Hammarby IF         | 0–3                  | Lech Poznań        |
| Kaisar              | 1–4                  | APOEL              |
| Mura                | 3–0                  | AGF                |
| Maccabi Haifa       | 2–1                  | Kairat             |
| Locomotive Tbilisi  | 2–1                  | Dynamo Moscow      |
| Neftçi              | 1–3                  | Galatasaray        |
| B36 Tórshavn        | 2–2 (s.h.p.) (5–4 p) | The New Saints     |
| Coleraine           | 2–2 (s.h.p.) (0–3 p) | Motherwell         |
| IFK Göteborg        | 1–2                  | Copenhagen         |
| TSC Bačka Topola    | 6–6 (s.h.p.) (4–5 p) | FCSB               |
| Teuta               | 0–4                  | Granada            |
| OFI                 | 0–1                  | Apollon Limassol   |
| Progrès Niederkorn  | 0–5                  | Willem II          |
| Viking              | 0–2                  | Aberdeen           |
| Standard Liège      | 2–0                  | Bala Town          |
| Sfântul Gheorghe    | 0–1 (s.h.p.)         | Partizan           |
| CSKA Sofia          | 2–0                  | BATE Borisov       |
| Botoșani            | 0–1                  | Shkëndija          |
| Lokomotiv Plovdiv   | 1–2                  | Tottenham Hotspur  |
| Laçi                | 1–2                  | Hapoel Be'er Sheva |
| Aris                | 1–2                  | Kolos Kovalivka    |
| Honvéd              | 0–2                  | Malmö FF           |
| Ventspils           | 1–5                  | Rosenborg          |
| Riteriai            | 1–5                  | Slovan Liberec     |
| Lincoln Red Imps    | 0–5                  | Rangers            |
| Servette            | 0–1                  | Reims              |
| Borac Banja Luka    | 0–2                  | Rio Ave            |
| Renova              | 0–1                  | Hajduk Split       |
| Olimpija            | 2–3 (s.h.p.)         | Zrinjski Mostar    |
| Kukësi              | 0–4                  | VfL Wolfsburg      |
| DAC Dunajská Streda | 5–3 (s.h.p.)         | Jablonec           |
| Piast Gliwice       | 3–2                  | Hartberg           |
| Osijek              | 1–2                  | Basel              |
| Shamrock Rovers     | 0–2                  | Milan              |
| Hibernians          | 0–1                  | Fehérvár           |
| Bodø/Glimt          | 3–1                  | Žalgiris           |

Ghi chú
1. ↑  Bala Town được bốc thăm làm đội chủ nhà ở lượt bốc thăm ban đầu, nhưng cặp đấu được chuyển sang Standard Liège làm đội chủ nhà do Bala Town không thể bảo đảm một địa điểm phù hợp.[17]

## Vòng loại thứ ba
Lễ bốc thăm cho vòng loại thứ ba được tổ chức vào ngày 1 tháng 9 năm 2020, lúc 13:00 CEST.

### Xếp hạt giống
Tổng cộng có 70 đội thi đấu ở vòng loại thứ ba. Họ được chia làm hai nhóm:
- Nhóm các đội vô địch (18 đội): 8 trong số 10 đội thua của vòng loại thứ hai UEFA Champions League 2020-21 (Nhóm các đội vô địch), và 10 đội thắng của vòng loại thứ hai (Nhóm các đội vô địch).
- Nhóm chính (52 đội): 13 đội tham dự vào vòng đấu này, 3 đội thua của Vòng loại thứ hai UEFA Champions League 2020-21 (Nhóm chính), và 36 đội thắng của vòng loại thứ hai (Nhón chính).

Việc xếp hạt giống của các đội ở Nhóm các đội vô địch được dựa trên vòng đấu họ bị loại từ Champions League. Việc xếp hạt giống của các đội ở Nhóm chính được dựa trên hệ số câu lạc bộ UEFA năm 2020 của họ. Đối với đội thắng của vòng loại thứ hai (danh tính của họ không được biết tại thời điểm bốc thăm), hệ số câu lạc bộ của đội còn lại có thứ hạng cao nhất được sử dụng. Đội đầu tiên được bốc thăm ở mỗi cặp đấu là đội chủ nhà. Các đội từ cùng hiệp hội không thể được bốc thăm để đối đầu với nhau. Số được ấn định trước cho mỗi đội ở Nhóm chính bởi UEFA, với lễ bốc thăm được tổ chức trong hai lượt, một lượt cho các Nhóm 1–6 với 6 đội và một lượt cho các Nhóm 7–8 với 8 đội.
| Nhóm 1                                         | Nhóm 1                                                    | Nhóm 2                                    | Nhóm 2                         | Nhóm 3                | Nhóm 3                                                           |
| Nhóm hạt giống                                 | Nhóm không hạt giống                                      | Nhóm hạt giống                            | Nhóm không hạt giống           | Nhóm hạt giống        | Nhóm không hạt giống                                             |
| ---------------------------------------------- | --------------------------------------------------------- | ----------------------------------------- | ------------------------------ | --------------------- | ---------------------------------------------------------------- |
| - Sheriff Tiraspol[†] - Sarajevo[†] - Celje[†] | - Budućnost Podgorica[‡] - Dundalk[‡] - Ararat-Armenia[‡] | - Celtic[†] - Legia Warsaw[†] - Sūduva[†] | - KuPS[‡] - Riga[‡] - Drita[‡] | - CFR Cluj[†] - KÍ[†] | - Dinamo Tbilisi[‡] - Djurgårdens IF[‡] - Floriana[‡] - Flora[‡] |

Ghi chú
1. † Đội thua của vòng loại thứ hai Champions League (Nhóm các đội vô địch).
2. ‡ Đội thắng của vòng loại thứ hai Champions League (Nhóm các đội vô địch), danh tính của họ không được biết tại thời điểm bốc thăm.

| Nhóm 1                                                          | Nhóm 1                                                    | Nhóm 2                                                       | Nhóm 2                                                   | Nhóm 3                                                                       | Nhóm 3                                                                              | Nhóm 4                                                                          | Nhóm 4                                                                                 |
| Nhóm hạt giống                                                  | Nhóm không hạt giống                                      | Nhóm hạt giống                                               | Nhóm không hạt giống                                     | Nhóm hạt giống                                                               | Nhóm không hạt giống                                                                | Nhóm hạt giống                                                                  | Nhóm không hạt giống                                                                   |
| --------------------------------------------------------------- | --------------------------------------------------------- | ------------------------------------------------------------ | -------------------------------------------------------- | ---------------------------------------------------------------------------- | ----------------------------------------------------------------------------------- | ------------------------------------------------------------------------------- | -------------------------------------------------------------------------------------- |
| - Sporting CP (2) - PSV Eindhoven (3) - Malmö FF[†] (1)         | - Aberdeen[†] (5) - Mura[†] (4) - Lokomotiva[‡] (6)       | - VfL Wolfsburg[†] (2) - Partizan[†] (3) - Rosenborg[†] (1)  | - Charleroi (4) - Desna Chernihiv (5) - Alanyaspor (6)   | - Granada[†] (1) - Reims[†] (3) - Rijeka (2)                                 | - Fehérvár[†] (4) - Locomotive Tbilisi[†] (6) - Kolos Kovalivka[†] (5)              | - Milan[†] (2) - AEK Athens (3) - LASK (1)                                      | - DAC Dunajská Streda[†] (6) - Bodø/Glimt[†] (5) - St. Gallen (4)                      |
| Nhóm 5                                                          | Nhóm 5                                                    | Nhóm 6                                                       | Nhóm 6                                                   | Nhóm 7                                                                       | Nhóm 7                                                                              | Nhóm 8                                                                          | Nhóm 8                                                                                 |
| Nhóm hạt giống                                                  | Nhóm không hạt giống                                      | Nhóm hạt giống                                               | Nhóm không hạt giống                                     | Nhóm hạt giống                                                               | Nhóm không hạt giống                                                                | Nhóm hạt giống                                                                  | Nhóm không hạt giống                                                                   |
| - Tottenham Hotspur[†] (3) - Standard Liège[†] (1) - Rostov (2) | - Shkëndija[†] (4) - Maccabi Haifa[†] (5) - Vojvodina (6) | - Beşiktaş[‡] (2) - Rangers[†] (3) - Apollon Limassol[†] (1) | - Rio Ave[†] (5) - Willem II[†] (4) - Lech Poznań[†] (6) | - Basel[†] (2) - Copenhagen[†] (4) - FCSB[†] (1) - Hapoel Be'er Sheva[†] (3) | - Slovan Liberec[†] (7) - Piast Gliwice[†] (8) - Motherwell[†] (5) - Anorthosis (6) | - Viktoria Plzeň[‡] (3) - APOEL[†] (4) - CSKA Sofia[†] (2) - Galatasaray[†] (1) | - Hajduk Split[†] (7) - B36 Tórshavn[†] (6) - Zrinjski Mostar[†] (8) - SønderjyskE (5) |

Ghi chú
1. † Đội thắng của vòng loại thứ hai (Nhóm chính), danh tính của họ không được biết tại thời điểm bốc thăm. Đội bóng được thể hiện bằng chữ in nghiêng đánh bại đội bóng có hệ số cao hơn, qua đó chiếm lấy hệ số của đối thủ của họ ở lễ bốc thăm.
2. ‡ Đội thua của vòng loại thứ hai Champions League (Nhóm các đội không vô địch).

### Tóm tắt
Các trận đấu được diễn ra vào ngày 24 tháng 9 năm 2020.
| Đội 1              | Tỉ số                | Đội 2               |
| ------------------ | -------------------- | ------------------- |
| Tirana             | Đặc cách             | N/A                 |
| Ludogorets Razgrad | Đặc cách             | N/A                 |
| Sarajevo           | 2–1                  | Budućnost Podgorica |
| Sheriff Tiraspol   | 1–1 (s.h.p.) (3–5 p) | Dundalk             |
| Ararat-Armenia     | 1–0 (s.h.p.)         | Celje               |
| Riga               | 0–1                  | Celtic              |
| KuPS               | 2–0                  | Sūduva              |
| Legia Warsaw       | 2–0                  | Drita               |
| KÍ                 | 6–1                  | Dinamo Tbilisi      |
| Djurgårdens IF     | 0–1                  | CFR Cluj            |
| Floriana           | 0–0 (s.h.p.) (2–4 p) | Flora               |

| Đội 1              | Tỉ số                | Đội 2               |
| ------------------ | -------------------- | ------------------- |
| Mura               | 1–5                  | PSV Eindhoven       |
| Malmö FF           | 5–0                  | Lokomotiva          |
| Sporting CP        | 1–0                  | Aberdeen            |
| Charleroi          | 2–1 (s.h.p.)         | Partizan            |
| Rosenborg          | 1–0                  | Alanyaspor          |
| VfL Wolfsburg      | 2–0                  | Desna Chernihiv     |
| Fehérvár           | 0–0 (s.h.p.) (4–1 p) | Reims               |
| Granada            | 2–0                  | Locomotive Tbilisi  |
| Rijeka             | 2–0 (s.h.p.)         | Kolos Kovalivka     |
| St. Gallen         | 0–1                  | AEK Athens          |
| LASK               | 7–0                  | DAC Dunajská Streda |
| Milan              | 3–2                  | Bodø/Glimt          |
| Shkëndija          | 1–3                  | Tottenham Hotspur   |
| Standard Liège     | 2–1 (s.h.p.)         | Vojvodina           |
| Rostov             | 1–2                  | Maccabi Haifa       |
| Willem II          | 0–4                  | Rangers             |
| Apollon Limassol   | 0–5                  | Lech Poznań         |
| Beşiktaş           | 1–1 (s.h.p.) (2–4 p) | Rio Ave             |
| FCSB               | 0–2                  | Slovan Liberec      |
| Hapoel Be'er Sheva | 3–0                  | Motherwell          |
| Copenhagen         | 3–0                  | Piast Gliwice       |
| Basel              | 3–2                  | Anorthosis          |
| Galatasaray        | 2–0                  | Hajduk Split        |
| Viktoria Plzeň     | 3–0                  | SønderjyskE         |
| APOEL              | 2–2 (s.h.p.) (4–2 p) | Zrinjski Mostar     |
| CSKA Sofia         | 3–1                  | B36 Tórshavn        |

## Vòng play-off
Lễ bốc thăm cho vòng play-off được tổ chức vào ngày 18 tháng 9 năm 2020, lúc 14:00 CEST.

### Xếp hạt giống
Tổng cộng có 42 đội thi đấu ở vòng play-off. Họ được chia làm hai nhóm:
- Nhóm các đội vô địch (16 đội): 2 trong số 10 đội thua của vòng loại thứ hai UEFA Champions League 2020-21 (Nhóm các đội vô địch), 5 đội thua của vòng loại thứ ba UEFA Champions League 2020-21 (Nhóm các đội vô địch), và 9 đội thắng của vòng loại thứ ba (Nhóm các đội vô địch).
- Nhóm chính (26 đội): 26 đội thắng của vòng loại thứ ba (Nhóm chính).

Việc xếp hạt giống của các đội ở Nhóm các đội vô địch được dựa trên vòng đấu họ bị loại từ Champions League. Việc xếp hạt giống của các đội ở Nhóm chính được dựa trên hệ số câu lạc bộ UEFA năm 2020 của họ. Đối với đội thắng của vòng loại thứ ba (Nhóm chính), danh tính của họ không được biết tại thời điểm bốc thăm, hệ số câu lạc bộ của đội còn lại có thứ hạng cao nhất được sử dụng. Đội đầu tiên được bốc thăm ở mỗi cặp đấu là đội chủ nhà. Các đội từ cùng hiệp hội không thể được bốc thăm để đối đầu với nhau. Số được ấn định trước cho mỗi đội bởi UEFA, với lễ bốc thăm được tổ chức trong hai lượt, một lượt cho các Nhóm 1–3 với 6 đội và một lượt cho Nhóm 4 với 8 đội.
| Nhóm 1                             | Nhóm 1                                           | Nhóm 2                                   | Nhóm 2                                                                  | Nhóm 3         | Nhóm 3                                 |
| Nhóm hạt giống                     | Nhóm không hạt giống                             | Nhóm hạt giống                           | Nhóm không hạt giống                                                    | Nhóm hạt giống | Nhóm không hạt giống                   |
| ---------------------------------- | ------------------------------------------------ | ---------------------------------------- | ----------------------------------------------------------------------- | -------------- | -------------------------------------- |
| - Dinamo Zagreb[†] - Young Boys[†] | - CFR Cluj[‡] - KuPS[‡] - Flora[‡] - Tirana[Bye] | - Red Star Belgrade[†] - Dynamo Brest[†] | - Celtic[‡] - Ludogorets Razgrad[Bye] - Sarajevo[‡] - Ararat-Armenia[‡] | - Qarabağ[†]   | - Legia Warsaw[‡] - Dundalk[‡] - KÍ[‡] |

Ghi chú
1. † Đội thua của vòng loại thứ ba Champions League (Nhóm các đội vô địch).
2. ‡ Đội thắng của vòng loại thứ ba (Nhóm các đội vô địch), danh tính của họ không được biết tại thời điểm bốc thăm.
3. Bye Đội thua của vòng loại thứ hai Champions League (Nhóm các đội vô địch) nhận suất đặc cách vào vòng play-off Europa League.

| Nhóm 1                                                  | Nhóm 1                                                         | Nhóm 2                                                          | Nhóm 2                                           | Nhóm 3                                                      | Nhóm 3                                                    | Nhóm 4                                                                                 | Nhóm 4                                                                            |
| Nhóm hạt giống                                          | Nhóm không hạt giống                                           | Nhóm hạt giống                                                  | Nhóm không hạt giống                             | Nhóm hạt giống                                              | Nhóm không hạt giống                                      | Nhóm hạt giống                                                                         | Nhóm không hạt giống                                                              |
| ------------------------------------------------------- | -------------------------------------------------------------- | --------------------------------------------------------------- | ------------------------------------------------ | ----------------------------------------------------------- | --------------------------------------------------------- | -------------------------------------------------------------------------------------- | --------------------------------------------------------------------------------- |
| - Basel[†] (1) - Rio Ave[†] (3) - Viktoria Plzeň[†] (2) | - Milan[†] (5) - Hapoel Be'er Sheva[†] (6) - CSKA Sofia[†] (4) | - Sporting CP[†] (1) - Copenhagen[†] (3) - PSV Eindhoven[†] (2) | - LASK[†] (4) - Rosenborg[†] (6) - Rijeka[†] (5) | - VfL Wolfsburg[†] (2) - Malmö FF[†] (3) - Charleroi[†] (1) | - Granada[†] (5) - AEK Athens[†] (6) - Lech Poznań[†] (4) | - Tottenham Hotspur[†] (2) - APOEL[†] (4) - Galatasaray[†] (1) - Standard Liège[†] (3) | - Slovan Liberec[†] (8) - Rangers[†] (6) - Maccabi Haifa[†] (5) - Fehérvár[†] (7) |

Ghi chú
1. † Đội thắng của vòng loại thứ ba (Nhóm chính), danh tính của họ không được biết tại thời điểm bốc thăm. Đội bóng được thể hiện bằng chữ in nghiêng đánh bại đội bóng có hệ số cao hơn, qua đó chiếm lấy hệ số của đối thủ của họ ở lễ bốc thăm.

### Tóm tắt
Các trận đấu được diễn ra vào ngày 1 tháng 10 năm 2020.

| Đội 1          | Tỉ số | Đội 2              |
| -------------- | ----- | ------------------ |
| Young Boys     | 3–0   | Tirana             |
| Dinamo Zagreb  | 3–1   | Flora              |
| CFR Cluj       | 3–1   | KuPS               |
| Ararat-Armenia | 1–2   | Red Star Belgrade  |
| Dynamo Brest   | 0–2   | Ludogorets Razgrad |
| Sarajevo       | 0–1   | Celtic             |
| Legia Warsaw   | 0–3   | Qarabağ            |
| Dundalk        | 3–1   | KÍ                 |

| Đội 1              | Tỉ số                | Đội 2          |
| ------------------ | -------------------- | -------------- |
| Hapoel Be'er Sheva | 1–0                  | Viktoria Plzeň |
| Basel              | 1–3                  | CSKA Sofia     |
| Rio Ave            | 2–2 (s.h.p.) (8–9 p) | Milan          |
| Rosenborg          | 0–2                  | PSV Eindhoven  |
| Sporting CP        | 1–4                  | LASK           |
| Copenhagen         | 0–1                  | Rijeka         |
| AEK Athens         | 2–1                  | VfL Wolfsburg  |
| Charleroi          | 1–2                  | Lech Poznań    |
| Malmö FF           | 1–3                  | Granada        |
| Tottenham Hotspur  | 7–2                  | Maccabi Haifa  |
| Slovan Liberec     | 1–0                  | APOEL          |
| Standard Liège     | 3–1                  | Fehérvár       |
| Rangers            | 2–1                  | Galatasaray    |